# Hvad är penningen
Hvad är penningen är en essä av Carl Jonas Love Almqvist. Den ingår i band XII av den så kallade duodesupplagan av Törnrosens bok, vilket utkom 1839. Texten kan betraktas som ett inlägg av Almqvist i en samtida nationalekonomisk diskussion.